# Senecio pyrophilus
Senecio pyrophilus là một loài thực vật có hoa trong họ Cúc. Loài này được Zoll. & Mor. miêu tả khoa học đầu tiên năm 1845.